# Émulateur de disque
Un émulateur de disque est un logiciel capable de monter une image de disque — souvent de disque amovible (CD, DVD, ...) mais aussi de disque dur. On parle aussi de disque virtuel ou de lecteur virtuel. Le montage se fait en créant un nouveau périphérique virtuel qui permet au système d'exploitation d'utiliser l'image disque comme s'il s'agissait d'un périphérique réel.
Dans le cas des CD ou DVD, la majorité des logiciels du marché sont seulement capables de monter une image de disque. Dans le cas le plus général, les fonctions d'écriture sont également supportées (« graveur virtuel »).
Certains systèmes d'exploitation incluent cette fonctionnalité tandis que d'autres doivent utiliser un logiciel tiers.

## Utilité
- Évite la manipulation de disques amovibles.
- Prévient les risques de dégradation du support qui peuvent conduire à une perte d'informations.
- Augmente la vitesse de lecture (Les disques durs étant généralement plus rapides que les périphériques amovibles).
- Permet de stocker de grandes quantités d'images disques sans leur support physique (gain de place).
- Peut émuler plusieurs périphériques de stockage.
- Permet le partage d'une image sur un réseau local.
- Permet à des logiciels prévus pour utiliser des périphériques physiques de lire des images disques.
- Permet d'utiliser des images de supports sur une machine n'ayant pas de lecteur adapté.
- Diminue le bruit (les lecteurs de disques amovibles sont souvent plus bruyants que les disques durs).

## Diffusion de logiciels
Beaucoup de logiciels sont disponibles sous forme de disque amovibles (généralement CD ou DVD). La plupart des systèmes d'exploitation libre ont adopté ce mode de diffusion permis par l'augmentation significative des vitesses de connexion à Internet.

## Logiciels connus
| Nom               | Environnement     | Licence                                    | Notes                         |
| ----------------- | ----------------- | ------------------------------------------ | ----------------------------- |
| Alcohol 52%       | Microsoft Windows | Propriétaire, gratuit (Gratuiciel)         |                               |
| Alcohol 120%      | Microsoft Windows | Propriétaire, payant                       |                               |
| DAEMON Tools Lite | Microsoft Windows | Propriétaire, gratuit (Gratuiciel)         |                               |
| DAEMON Tools Pro  | Microsoft Windows | Propriétaire, payant                       |                               |
| ImDisk            | Microsoft Windows | Non propriétaire, gratuit (Logiciel libre) |                               |
| ImgBurn           | Microsoft Windows | Propriétaire, gratuit (Gratuiciel)         |                               |
| Phantom Burner    | Phantombility     | Propriétaire, payant                       | Graveur virtuel               |
| Virtual CD        | H+H Software      | Propriétaire, payant                       | Graveur virtuel (version v10) |
| WinCDEmu          | Microsoft Windows | Non propriétaire, gratuit (Logiciel libre) |                               |